# Jeroglífic

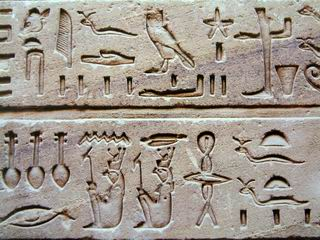
Jeroglífics en un mur del temple de Kom Ombo

Un jeroglífic (paraula composta firmada pels vocables grecs ἱερός, hierós, 'sagrat' i γλύφειν, glúphein, 'cisellar' o 'escriure') és un sistema d'escriptura en el qual els conceptes estan representats mitjançant dibuixos o signes gràfics. Són presents en les escriptures anatòliques, cretenques o maies, entre d'altres, tot i que els més coneguts són els egipcis.
Van aparèixer cap al IV mil·lenni aC. Es poden utilitzar com a passatemps recreatiu i no com a sistema d'escriptura, en què el lector ha d'endevinar un enigma sabent que les imatges o gràfics formen la resposta a una pregunta.
Jean-François Champollion, un dels seus principals estudiosos, afirma que tenen base fonètica i simbòlica alhora, per això es troben en l'origen d'alfabets o d'ideogrames.